# Мельчор-Окампо (Чиуауа)
Мельчор-Окампо (исп. Melchor Ocampo) — посёлок в Мексике, штат Чиуауа, входит в состав муниципалитета Окампо и является его административным центром. Численность населения, по данным переписи 2010 года, составила 527 человек.

## Общие сведения
Поселение было основано как рабочий посёлок при рудниках в 1821 году под названием Хесус-Мария исследователями: Томасом Боном, Хое Томасом де Риверой и Висенте Панкорбо. В 1861 году поселение было переименовано в честь мексиканского политика Мельчора Окампо.